# Nicolas Genest
Nicolas Genest est un trompettiste et bugliste français de jazz, né à Châteauroux. Il est surtout connu pour sa participation au Groove Gang de Julien Lourau. Nicolas Genest est considéré comme un trompettiste important de la scène française.
Nicolas Genest apprend la trompette au conservatoire de Châteauroux. Il s'installe à Paris en 1986. Il a étudié la trompette avec Robert Pichaureau, Wynton Marsalis et Terence Blanchard. Il joue avec: Alain Jean-Marie, Didier Lockwood, Henri Texier, Glenn Ferris, Aldo Romano, Richard Galliano, Daniel Humair...
Il a joué dans diverses formations : No Jazz, Big Band de François Laudet, Groove Gang de Julien Lourau, avec des artistes comme Jacques Higelin, Gilberto Gil ou Arthur H.
Il remporte le premier prix de soliste du concours national de jazz de la Défense en 1993. Son premier disque Amazonia est nommé aux Djangodor du meilleur premier disque en 1995. Ses voyages et les musiques du monde, sont une source d'inspiration. Son deuxième disque Hati est influencé par son intérêt pour la musique indienne, et Lékéré par un voyage au Kenya en 1996.

## Discographie
- 1995 : Amazonia, Pannonica Records
- 2001 : Hati, La Lichère / Fremeaux & Associés
- 2006 : Lékéré, zzz't productions
- 2012  : Sur les bords du Gange, Plus loin Music